# Luigi II di Savoia-Vaud
Luigi II di Savoia-Vaud, anche detto Ludovico II (1290 – 1348), fu il secondo Barone di Vaud della casata cadetta di Savoia-Vaud, dal 1302 alla sua morte.

## Origine
Luigi era il figlio quartogenito del Barone di Vaud, Luigi I (Luigi era citato come suo erede nel suo testamento del padre) e della sua seconda moglie, Giovanna di Montfort (Luigi era citato anche nel testamento della madre del 1293), che era figlia di Filippo di Montfort Signore di Castres e di la Ferté-Alais e della moglie Giovanna di Levis, come risulta dal documento n° 5295 del Recueil des chartes de l'abbaye de Cluny. Tome 6.
Luigi I di Savoia-Vaud, secondo lo storico francese, Samuel Guichenon, era il figlio maschio terzogenito di Tommaso II, signore del Piemonte, Conte di Savoia, d'Aosta e di Moriana, Conte di Fiandra e di Hainaut e della sua seconda moglie, Beatrice Fieschi, che era la terza figlia femmina di Teodoro Fieschi, conte di Lavagna, e della di lui consorte Simona de Volta di Capo Corso.

## Biografia
Sua madre, Giovanna era al suo secondo matrimonio, era vedova di Guido conte di Forez, a cui aveva dato tre figli, come si può apprendere dal testamento di Giovanna, datato 1293, in cui dice di essere moglie di Luigi e vedova del conte di Forez, e nei codicilli aggiuntivi fa riferimento ai propri figli sia di primo che di secondo letto.
Anche suo padre, Luigi I, era vedovo ed era al suo secondo matrimonio; secondo le Europäische Stammtafeln, vol I. cap. 2, 205 (non consultate), Luigi, tra il 1270 ed il 1275 aveva sposato Adelina di Lorena (ca. 1251 - ca. 1277), figlia ultimogenita del Duca di Lorena, Mattia II e della moglie, Caterina di Limburgo († 1255), che secondo la Chronica Albrici Monachi Trium Fontium, era figlia del Duca di Limburgo e Conte di Arlon, Valerano III, e della contessa di Lussemburgo, Ermesinda.
Luigi da Adelina aveva avuto una figlia: Laura (ca. 1275 - 1334).
Sua madre era morta nel 1300 e suo padre, Luigi I, si sposò, nel 1301, in terze nozze, con Isabella d'Aulnay († 1341), anche lei al suo terzo matrimonio; Isabella è citata dal marito, nel testamento.
Suo padre, Luigi I, morì poco dopo, durante una spedizione militare nel regno di Napoli, alla corte del re Carlo II d'Angiò; secondo il Necrology of the Cathedral of Lausanne (non consultato), Luigi morì il 9 gennaio 1303, comunque prima del 27 aprile, data del contratto di matrimonio della figlia, Bianca, in cui viene citato come defunto.
Luigi I aveva fatto un testamento che si trova nei documenti degli Archivi di Stato:
CODICILLO di Lodovico di Savoja Sig.e di Vaud fatto in Napoli, in cui conferma il Testamento per esso fatto; ed ordina seppellirsi nella Chiesa di S. Pietro dell'Ara di Napoli, sintanto che da suoi Eredi sii fatto trasportare nell'Abbazia d'Alta Comba Instituisce suo Erede singolare Ludovico di Lui figlio primogenito, a condizione, che adempisca ciò che è prescritto nel sud.to Testamento, e presente Codicillo sotto pena della privazione di sua eredità, in qual caso gli sostituisce Pietro altro suo figlio Giuniore, e di Lui fratello uterino, sotto le medesime condizioni; Ed in caso d'inadempimento come sovra, sostituisce il Conte Amedeo di Savoja, Fratello di esso Codicillante colle stesse condizioni. E questo non adempiendo sostituisce il Re di Francia di Lui Cugino, sotto le medesime condizioni. Più Lega a Bianca, e Cattarina sue figlie L. 4./m. di Losana cad.a, da pagarsi cioè L. 4./m. dal suo Erede universale, e le altre 4./m. dalla di Lui Consorte Isabella nel modo ivi specificato (...).
Luigi, come da sua volontà testamentaria, succedette al padre e, come Luigi II governò questa baronia dotata di larghe autonomie dal 1302 alla sua morte.
Luigi rimise in discussione la successione al conte Filippo I di Savoia, intavolando trattative con lo zio, il conte Amedeo V di Savoia, arrivando con due accordi successivi ad ottenere il riconoscimento della sua signoria sulla baronia del Vaud ed il riconoscimento di altri feudi in cambio della rinuncia definitiva alla spartizione della contea di Savoia.
Ebbe un buon controllo sui suoi feudatari e condusse una buona politica matrimoniale per le sue sorelle ed i suoi figli, Giovanni e Caterina.
Fu anche un uomo d'armi, che combatté valorosamente in Italia e nella prima fase della Guerra dei Cent'anni in Francia. Come diplomatico visitò la corte d'Inghilterra e quelle papali di Avignone e Roma; fu anche ambasciatore nel 1310 dell'imperatore Arrigo VII a Firenze e a Roma, dove venne eletto senatore, avendo nel proprio seguito Cino da Pistoia..
Assieme allo zio Amedeo V, Luigi, assistette all'incoronazione di Arrigo VII, avvenuta a Roma nel 1312.
Come Barone di Vaud, Luigi fu spesso in lotta con il vescovo di Losanna..
Poiché nel 1339, durante la battaglia di Laupen, era morto suo figlio ed erede designato, Giovanni di Savoia-Vaud, Luigi II negoziò ed ottenne dal conte Aimone di Savoia un privilegio unico per la sua sola erede rimasta, la figlia Caterina di Savoia-Vaud, cioè per una femmina sabauda: ottenne infatti una deroga rispetto alla legge salica, che ella potesse ereditare le terre ed i titoli del padre e trasmetterli ai suoi figli.
Gli ultimi anni del suo governo furono spesi in aiuto del Re di Francia, Filippo VI di Valois, impegnato nella guerra dei cent'anni contro i sovrani inglesi, inoltre recandosi spesso a Parigi, nel 1337, fu nominato maître-lai (maestro laico) della Chambre des comptes.
Il 26 agosto 1346 Luigi II partecipò, a fianco dei francesi, alla battaglia di Crécy, con un seguito di quaranta lancieri., giungendo in ritardo.
Dal punto di vista diplomatico Luigi II nel 1346-48 tentò inoltre di evitare che il Delfinato fosse venduto ed annesso alla Corona di Francia come appannaggio dell'erede al trono, mandando continue ambascerie alla corte papale di Avignone.
Inoltre servì da co-reggente della Contea di Savoia tra il 1343 e la sua morte: infatti il piccolo nipote, Amedeo VI di Savoia, era ancora un minore al momento della sua successione; nel corso di questa reggenza egli, pur appartenendo ad un ramo cadetto dei Savoia, fu la figura predominante della sua dinastia.
Nel 1340, dopo la morte del figlio, Giovanni, Luigi redasse un testamento in cui chiedeva espressamente di venire sepolto nell'Abbazia di Altacomba ed in cui dichiarava sua erede universale la figlia, Caterina, a cui fece seguito, nel 1343, una PATENTI di Lodovico 2.o di Savoja Sig.e di Vaud,, in cui confermava come sua erede universale, Caterina.
Luigi, secondo il Dizionario storico della Svizzera morì tra il 18 ed il 29 gennaio 1349, fu sepolto ad Altacomba e gli succedette la figlia Caterina.

## Matrimonio e discendenti
Luigi, nel 1309, aveva sposato Isabella di Châlon, che secondo la Histoire généalogique des ducs de Bourgogne de la maison de France era figlia di Giovanni I di Châlons (1259 † 1316), signore d'Arlay e di Margherita († dopo il 1300), figlia del Duca di Borgogna e re titolare di Tessalonica, Ugo IV di Borgogna e della sua seconda moglie Beatrice di Champagne.
Luigi da Isabella aveva avuto due figli:
- Giovanni († 21 giugno 1339), che aveva sposato Margherita D'Auxerre da cui non aveva avuto figli;
- Caterina († 18 gennaio 1388), Baronessa di Vaud che aveva sposato. Azzone Visconti nel 1331 (vedova nel 1339); poi Raoul II di Brienne, conte di Eu, nel 1340 (vedova nel 1350); ed infine il marchese Guglielmo I di Namur, nel 1352.

### Fonti primarie
- (LA)  Recueil des chartes de l'abbaye de Cluny. Tome 6.
- (LA)  Monumenta Germaniae Historica, Scriptores, tomus XXIII.
- (LA)  Regesta comitum Sabaudiae
- (LA)  Peter der Zweite, Graf von Savoyen, Markgraf in Italien
- (FR)  Histoire généalogique des ducs de Bourgogne de la maison de France

### Letteratura storiografica
- (FR)  Histoire de Savoie, d'après les documents originaux,... par Victor ... Flour de Saint-Genis. Tome 1
- (FR)  Histoire généalogique de la royale maison de Savoie, justifiée par titres, ..par Guichenon, Samuel
- (FR)  Mémoires et documents publiés par la Société savoisienne, tome XXIX
- (FR)  Histoire des ducs de Bourgogne et des comtes de Forez
- Museo scientifico, letterario ed artistico:Beatrice Fieschi, pagg. 53 e 54
- Sezione Corte -> Testamenti de' sovrani, e principi della Real Casa di Savoia in Materie politiche per rapporto all'interno (Inventario n. 104) -> Testamenti -> Mazzo 1.4 Archiviato il 18 ottobre 2021 in Internet Archive.